# Eslövs kyrka
Eslövs kyrka är en kyrkobyggnad belägen i Eslöv. Den är församlingskyrka i Eslövs församling i Lunds stift. Kyrkan hette tidigare Västra Sallerups kyrka ända till 1952.

## Kyrkobyggnaden
Kyrkan byggdes av rött tegel 1891 i nygotisk stil. Kyrkan är en korskyrka med torn och tresidigt kor. Kyrkan har givit upphov till begreppet "eslövsgotik". Kyrkan rymmer 400 - 500 besökare.
I november 1890 hade kyrktornet nått föreskriven höjd och tornspiran levererades från Åkermans Gjuteri och Mekaniska Verkstad, ett av de första uppdragen för det då nybildade företaget. Sommaren 1891 anlände kyrkklockorna som gjutits i Göteborgs mekaniska verkstad.
1891 första söndagen i advent, 29 november, invigdes kyrkan av kontraktsprost Ored Palm i Västra Karaby. Andra söndagen i advent, 6 december, predikade kyrkoherde Lorentz Edelberg.

## Eslövs kyrka hette förr Västra Sallerups kyrka
Västra Sallerups kyrka, som ligger i byn Västra Sallerup, numera utkanten av Eslövs tätort, var Eslövs ursprungliga församlingskyrka. När det 1891 byggdes en ny kyrka i det växande stationssamhället Eslöv var tanken att den nya kyrkan helt skulle ersätta den gamla och medeltidskyrkan skulle rivas. Den fick dock stå kvar, även om det till en början var som ödekyrka. Efter en restaurering återinvigdes Västra Sallerups medeltidskyrka 1953.
Från byggåret 1891 till 1952 hette alltså det som idag är Eslövs kyrka "Västra Sallerups kyrka". Över ingången till Eslövs kyrka står än idag att läsa "Denna Vestra Sallerups kyrka uppfördes under konung Oscar IIs regering". Då Remmarlövs och Västra Sallerups församlingar 1952 gick upp i Eslövs pastorat bytte församlingen namn till Eslövs församling och samtidigt bytte kyrkan namn till Eslövs kyrka.
Not om arkitekt: Nationalencyklopedin och Riksantikvarieämbetet säger att Carl Möller är upphovsman till ritningarna, men information från Eslövs kommun tillskriver Salomon Sörensen byggnaden. Kyrkan finns emellertid inte i Sörensens verkförteckning.

## Inventarier
1891 byggdes Västra Sallerups predikstol från 1615 om samt restaurerades och därefter placerades den tillsammans med den gamla dopfunten i den nya kyrkan nere i stationssamhället. Både predikstol och dopfunt återbördades till Västra Sallerups kyrka i samband med restaurering och återinvigning 1953.
Predikstolen av kalksten är ritad av Eiler Græbe och sattes upp i kyrkan 1955.
Dopfunten kom till kyrkan 1962. Stig Ryberg är upphovsman till denna.
Kyrkan har tre klockor: två av dessa är gjutna i Göteborg 1891 för den nya kyrkan och en tredje skänktes 1961.
Framför altaret finns en kormatta komponerad av Barbro Nilsson och utförd av Märta Måås-Fjetterström.

### Orgel
- 1892 byggde Åkerman & Lund, Stockholm en kyrkorgel som hade 17 stämmor.
- Den nuvarande orgeln byggdes 1952 av D A Flentrop Orgelbouw, Zaandam, Nederländerna och är en mekanisk orgel. Den invigdes den 3 maj 1953 och har 35 stämmor.

| Ryggpositiv I | Huvudverk II    | Bröstverk III       | Pedal              | Koppel |
| Gedackt 8'    | Principal 8'    | Trägedackt 8'       | Principal 16´      | II/P   |
| Kvintadena 8' | Rörflöjt 8'     | Flöjt 4'            | Oktava 8'          | III/P  |
| Principal 4'  | Oktava 4'       | Principal 2'        | Borduna 8'         | I/II   |
| Rörflöjt 4'   | Flöjt 4'        | Spetsflöjt 2'       | Oktava 4'          | III/II |
| Gemshorn 2'   | Kvinta 2 2/3'   | Sifflöjt 1'         | Flageolett 2'      |        |
| Kvinta 1 1/3' | Oktava 2'       | Sesquialtera 2 chor | Rauschkvint 3 chor |        |
| Scharf 4 chor | Mixtur 4-5 chor | Cymbel 2 chor       | Mixtur 4 chor      |        |
| Krumhorn 8'   | Dulcian 16'     | Regal 8'            | Basun 16'          |        |
|               | Trumpet 8'      | Tremulant           | Trumpet 8'         |        |
|               |                 |                     | Skalmeja 4'        |        |

#### Kororgel
Kororgeln är mekanisk och tillverkades 1988 av A. Mårtenssons Orgelfabrik AB, Lund och invigdes samma år. Den har sex stämmor fördelade på en manual och en pedal.
| Manual        | Pedal      | Koppel  |
| Gedackt 8'    | Subbas 16´ | Man/Ped |
| Principal 4'  |            |         |
| Rörflöjt 4'   |            |         |
| Gemshorn 2'   |            |         |
| Kvinta 1 1/3' |            |         |

## Bilder

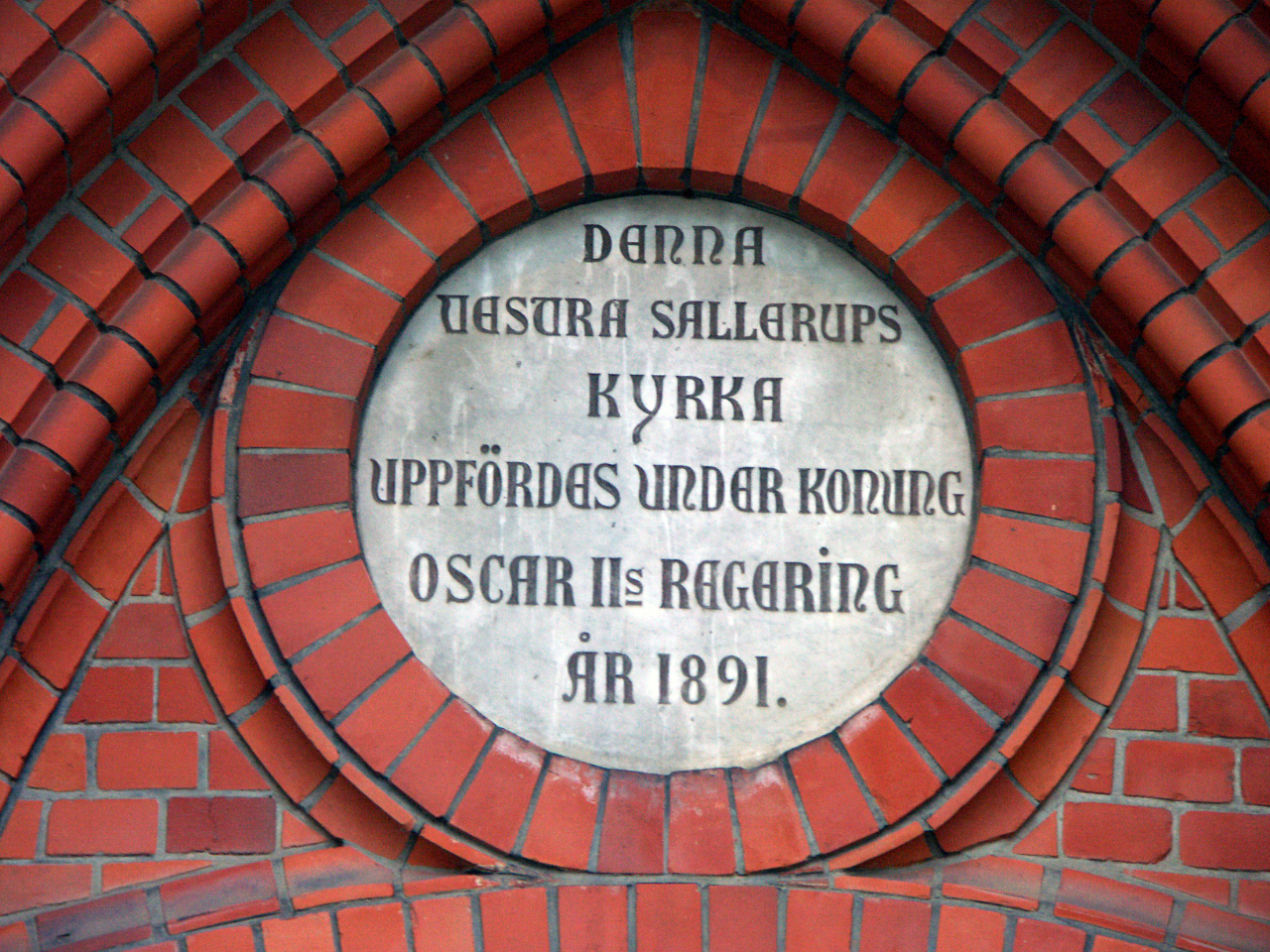
Inskription över ingången.
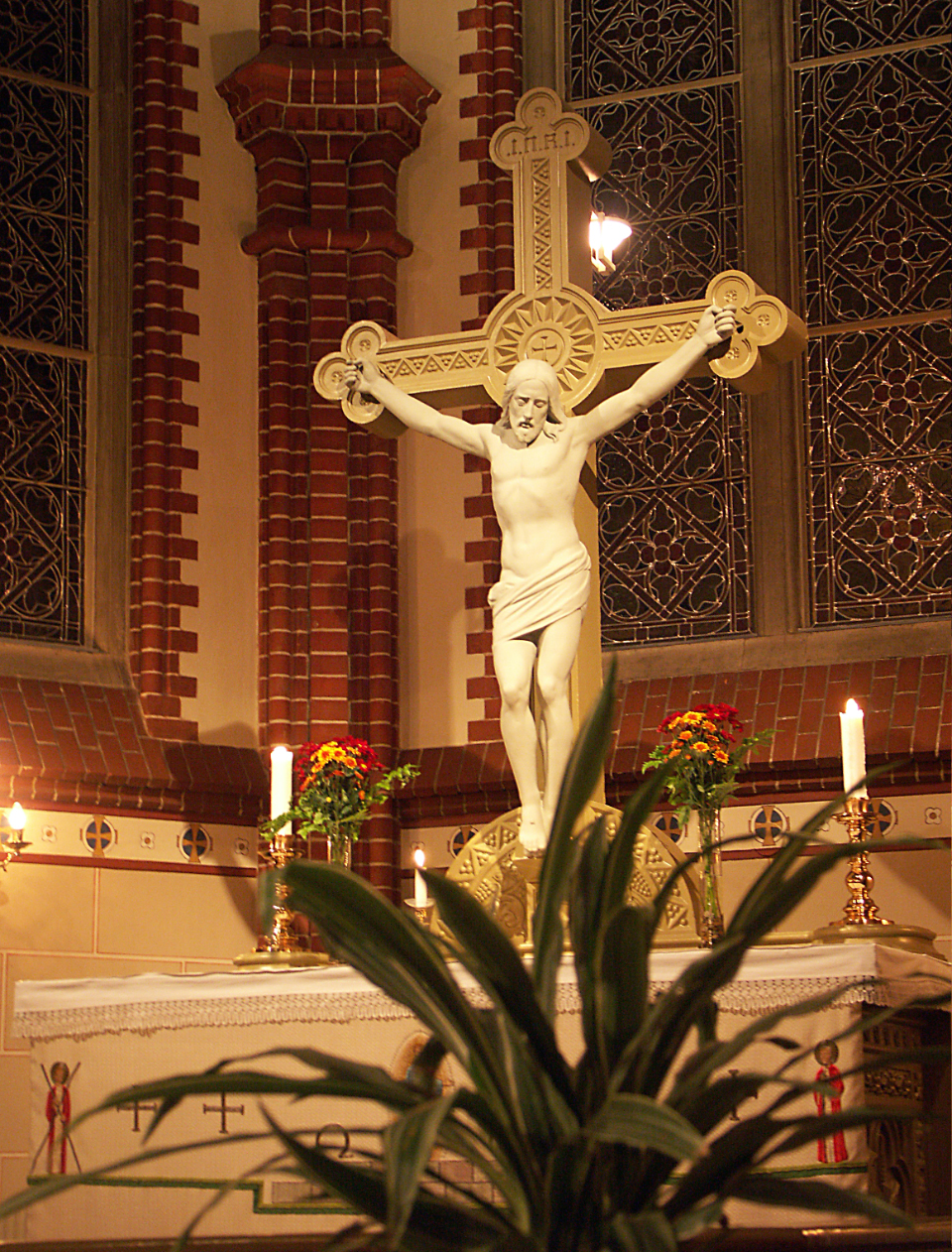
Krucifix på det stora altaret.
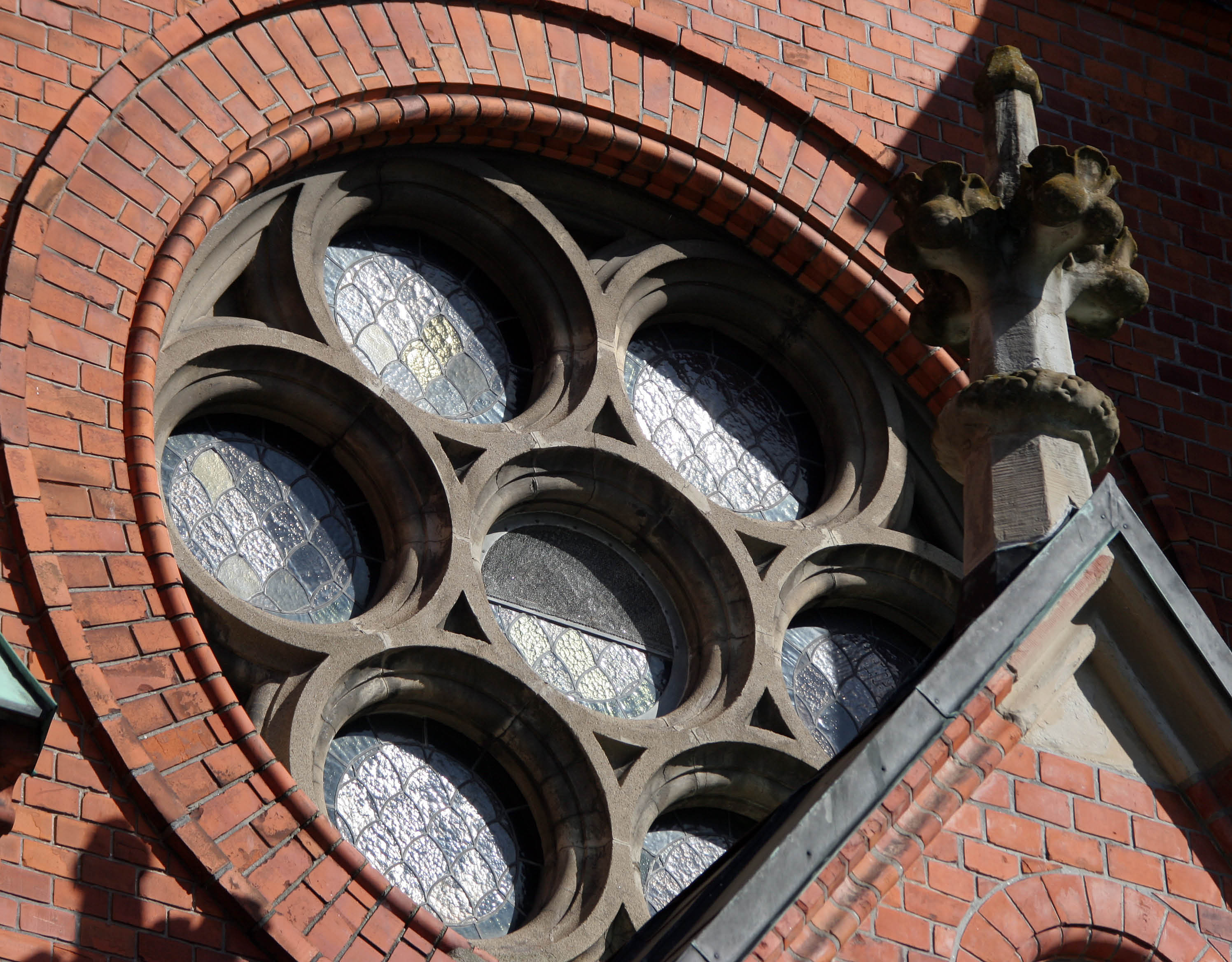
Rosettfönster.